# Banks (певица)
BANKS (настоящее имя — Джиллиан Роуз Бэнкс (англ. Jillian Rose Banks); род. 16 июня, 1988) — американская певица, актриса, автор песен из Лос-Анджелеса. В 2014 году, участвуя в туре вместе с Weeknd, была номинирована на «Sound of 2014» BBC и MTV «Brand New Nominee». 3 мая 2014 была повторно номинирована в категории «Artist to Watch» от издания FoxWeekly.

## Начало творчества
Бэнкс родилась в Калифорнии. Первые стихи написала в 15 лет в дневнике, который держался в полном секрете. «Я чувствовала себя одинокой и беспомощной. Я не знала, как выразить свои эмоции и с кем я могла поговорить об этом».. Однажды близкий друг подарил Джиллиан синтезатор, что послужило толчком к началу её деятельности, как музыканта.
Окончила факультет психологии в Университете Южной Калифорнии.

## 2013 — настоящее время
Чтобы поделиться своими первыми записями, Джиллиан использовала SoundCloud. Её подруга Lily Collins помогала продвижению в индустрию, а позже Бэнкс подписала контракт с лейблом «Good Years Recordings». Её первый официальный сингл «Before I Ever Met You» был выпущен в феврале 2013 года. Песня была использована для проигрывания на радио BBC Radio 1 DJ Zane Lowe. Позже Бэнкс выпускает первый EP Fall Over на лейблах IAMSOUND Records и Good Years Recordings. Billboard назвал её «неземной и притягательной исполнительницей.» В этом же году Бэнкс выпускает второй ЕР Goddess на лейблах «Harvest Records» и «Good Years Recordings» и получает большое количество положительных отзывов от музыкальных критиков, заняв 78 место в списке Metacritic. Её песня «Waiting Game» из EP Goddess была использована на мероприятии Victoria's Secret.
В конце 2013 она получает номинации от BBC и MTV. Shazam включил её в список «2014 Acts to Watch»,также Джиллиан была включена в список iTunes «New Artists for 2014». Бэнкс стала артистом недели по версии Vogue, который в статье назвал её музыку «прекрасно передающей ощущение потерянности и бессилия в мире.» Бэнкс была включена в дюжину списков «стоит обратить внимание в 2014», включая Spin, назвавший London «альбомом, который вы должны услышать в 2014» и была названа в одном из списков Spotify «Артисты от Spotify Spotlight в 2014». Дополнительные награды Джилл получила от изданий The Boston Globe, Fuse, и The Huffington Post.

## Дискография
- Goddess (Deluxe Version) (2013)
- The Altar (2016)
- III (2019)
- Serpentina (2022)